# Ali Abdallah Alireza
Ali Abdallah Alireza fue un diplomático saudí.
- En 1945 fue gerente de Negocios, Haji Abdullah Alireza & Co.
- En 1946 fue:
  - Asesor técnico de la Delegación de Arabia Saudita a la Conferencia de las Naciones Unidas, Londres.
  - Asesor financiero de Sheikh Abdullah Suleiman; Ministro de finanzas; Miembro de la delegación de Arabia Saudita a los Estados Unidos.
  - Representante Alterno ante la Conferencia de las Naciones Unidas, Nueva York.
  - Oficial de enlace entre rey Abdelaziz bin Saud y la Anglo-American Committee of Inquiry sobre el Mandato británico de Palestina.
- En 1947 fue:
  - Consejero (clase LST) con el príncipe Saud bin Abdelaziz, Príncipe Heredero de Arabia Saudita durante la visita de Estado de Estados Unidos, Reino Unido, y Egipto.
  - Asesor de Príncipe Faisal bin Abdelaziz, entonces Ministro de Asuntos Exteriores.
- En 1953 fue:
- Ministro Plenipotenciario y Delegado de la ONU; Ministro sin cartera; Miembro de la delegación oficial encabezada por Faisal bin Abdelaziz a Grecia.
  - Miembro de la delegación que representaba Abdelaziz bin Saud el rey de Arabia Saudita en la Coronation of Queen Elizabeth II.
- En 1955 fue:
  - Ministro de Estado y delegado a la Conferencia de Bandung de Asia y África.
  - Miembro de la delegación encabezada por el príncipe heredero Faisal bin Abdelaziz a la India y Pakistán.
- En 1972 fue miembro del Consejo de Administración Saudi Arabian Monetary Agency.
- De 14 de noviembre de 1975/21 de noviembre de 1975 al 24 de julio de 1979 fue embajador en Washington D. C..

## Premios
- Order of the Phoenix (Greece)
- Order of Leopold (Belgium)[1]